# Люлкова къща
Люлковата къща (на македонска литературна норма: Љуљкова куќа) е къща в град Охрид, Северна Македония.
Къщата е изградена в махалата Месокастро на улица „Климентов университет“ № 29 (стар адрес „Свети Климент“ и № 25). Принадлежала е на Фимка Люлкова (Фимка Љуљкова). На 1 януари 1951 година къщата е обявена за паметник на културата.